# Каінанту
Каінанту — місто в провінції Східний Гайлендс Папуа-Нової Гвінеї. Місто мало історичне значення як злітно-посадкова смуга під час Другої світової війни. Населений пункт розташований на «шосе Гайлендс» приблизно за 170 кілометрів (110 миль) по дорозі від Лае та за 90 кілометрів (56 миль) дорогою від Гороки. Приблизно за 11 кілометрів (6,8 миль) від міста розташована місіонерська станція Укарумпа. Кайнанту має такі заклади як школа, лікарня, поліцейська дільниця, окружний суд і станції технічного обслуговування.

## Історія

### Рання історія
Ці території були досліджені в 1929 році двома лютеранськими місіонерами, Пілгофером і Бергманном. Потім, у 1930 році двома австралійськими дослідниками Міком Ліхі та Міком Дваєром.

### Ранні місії
За часів Німецької Нової Гвінеї ця територія була частиною землі Кайзера Вільгельма. Лютеранські місіонери вперше заснували місіонерські станції у Фіншгафені та рушили вгору по долині Маркем до Східного Гайлендсу. Між 1916-18 роками місіонерське товариство Нойендеттельсау заснувало станцію Каяпіт, а до 1919 року вісімнадцять євангелістів Ябем проживали в околицях і встановлювали контакти з невеликими групами корінних жителів на околицях Східного Гайлендсу.
Ці ранні контакти з Гадсупом поступово розвивалися на початку 1920-х років, і лютерани послідовно засновували євангелістські центри в Бінумарієні та Вампурі. Лютеранські місіонери Пілгофер і Бергманн досліджували цю територію і в 1931 році заснували тимчасову місіонерську станцію, побудували дім та невелику ферму в Камбайдамі, щоб забезпечити подальше розширення місії вглиб країни. У 1933 році вони створили більш зручну станцію в Онерунка, поблизу Каінанту, де вони приєдналися до невеликої кількості золотошукачів і урядовців з патрульного поста Верхнього Раму (Каінанту). 
У 1934 році європейський місіонер і десять євангелістів Соломонових Островів розпочали невелику ініціативу адвентистів сьомого дня, кількість членів якої наступного року зросла до 40. У 1941 році було 19 форпостів адвентистів сьомого дня порівняно з 17 лютеранськими форпостами, але після війни їхня кількість зменшилася.
Протягом 1930-х років міжусобні війни між місіонерами були звичним явищем і призвели до загибелі двох європейців. Пізніше спалахнула епідемія грипу, що призвела до багатьох звинувачень у чаклунстві та міжплемінних боїв, а новий урядовець Каінанту (Джеймс Тейлор) спробував провести процес «перевиховання».
У відповідь на заворушення адміністрація внесла поправки до Указу про неконтрольовані території (1925), щоб обмежити рух європейців у східному Гайлендсі. Окрім урядовців, європейцям не дозволяли в’їжджати на територію Гайлендсу, а тих що вже були присутні було обмежено їхніми поселеннями. Урядовий чиновник Каінанту (Айтчісон) заборонив роботу всіх місіонерських місій. 
Станом на 1934 рік Ганс Флірль, син Йоганна Флірля, керував 19 євангелістськими станціями навколо Кайнанту з місіонерської станції Онерунка. У відповідь на урядовий указ Флірль привів велику групу воїнів до Кайнанту, де вони залишили зброю та чаклунські предмети для знищення Айчісоном. Ці події викликали ланцюгову реакцію від Дунантіни на заході до Пундібаси на сході. Протягом наступних кількох місяців групи воїнів у все більшій кількості прибували до Каінанту, щоб знищити 21 знаряддя війни. Лише в місцевості Каінанту місіонерам вдалося скасувати урядові заборони, і в результаті дій місіонерів Каінанту урядова політика була змінена.

### Пізніші лютеранські місії
До 1940 року на станції Онерунка діяло близько 25 дистанцій і 16 шкіл з 500 учнями. У результаті Другої світової війни робота були припинена, але відновлена в 1947 році, коли по всьому регіону було збудовано близько 60 каплиць.

### Друга світова війна

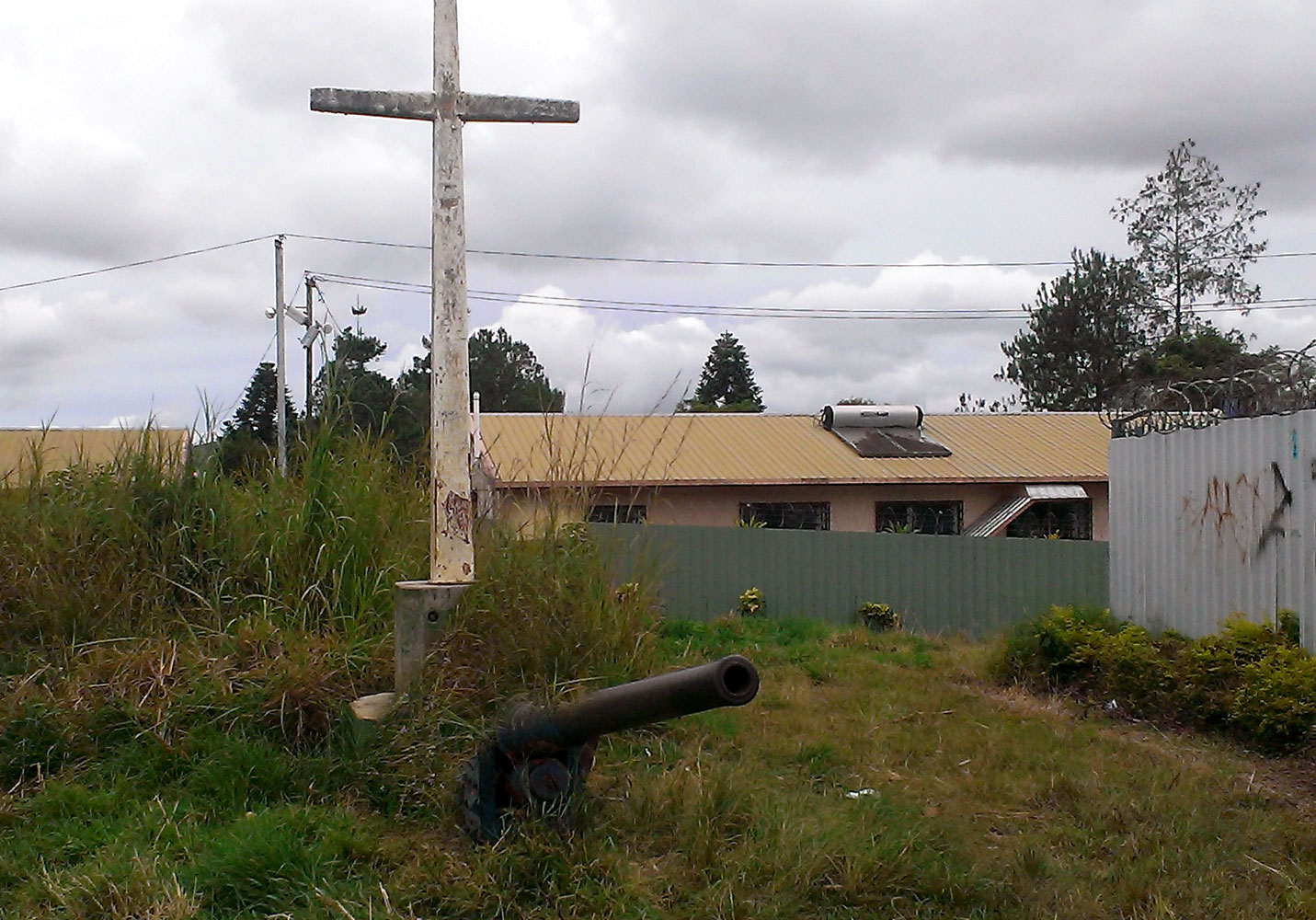
Хрест пам'яті та японська гармата

У 1943 році японським патрулям частково вдалося увійти в Східний Гайлендс, були здійснені повітряні удари по злітно-посадковим смугам. Пізніше невеликі загони були відправлені для захисту злітно-посадкових смуг, включаючи Каінанту.
Штаб 2/7 незалежної роти (сила Бена) армії Австралії забезпечувався провізією з Каїнанту.

### 1960 роки
Містер Грем Попл був колишнім кіапом (патрульним офіцером) і членом першої палати зборів Папуа та Нової Гвінеї в 1964 році, а 2010 року написав «Поплеографію», неопублікований рукопис. Описуючи Каінанту в 1960-х роках, він пише:
На початку 60-х Каінанту було чудовим маленьким містечком, яке процвітало завдяки багатьом кавовим плантаціям, які були створені в цьому районі, а також за рахунок золота. На початку 1930-х років це місто було центром золотої лихоманки. Літній інститут лінгвістики мав свою штаб-квартиру PNG в Укарумпі, трохи вище пагорба Каінанту, де також була заснована сільськогосподарська станція Aiyura. У районі було досить численне, як на підрайон, некорінне населення. У Каїнанту була власна злітно-посадкова смуга, і місто виросло навколо цього об’єкту, з окружним офісом на північному боці та лікарнею на південно-західному кінці. Було поле для гольфу на дев’ять лунок із дуже відвідуваним клубним будинком. Був готель на пагорбі над головним селищем, яким керувала голландська пара, яка була дуже гостинною. Армія порятунку була активна в цьому районі, і на дорозі до Окапи вони мали ділянку землі приблизно в 200 акрів, де вони комерційно вирощували картоплю та проводили уроки Біблії.

## Географія

### Геологія
Імовірні палеозойські метаморфічні породи, формація Бена-Бена, інтрузована верхньотріасовим гранодіоритом Бісмарка та гранодіоритом Маунт-Віктора, становлять фундамент, на якому були закладені конгломерат Насананка нижнього міоцену та Омаура Греваке. Андезитові вулканіти Айфунка ймовірно пліоценового віку, плейстоценові озерні відкладення та новітні алювіальні відкладення доповнюють стратиграфічну історію території.

### Топографія
На півдні домінує вузьке розчленоване плато, спрямоване на південний схід; воно утворює вододіл між річками, що стікають на північ до грабена Маркем-Раму, і тими, що стікають на південь до папуаського узбережжя. Висота плато коливається від 7500 футів (2300 м) до 8000 футів (2400 м) над рівнем моря і знаходиться приблизно на 2500 футів (760 м) над навколишніми територіями. Його ширина на північно-західному кінці 11 миль (18 км), але звужується приблизно до 3 миль (4,8 км) на південний схід, де Номпіа-Крік перерізає його в глибокій ущелині. На схід від Номпіа-Крік воно має ширину близько 8 миль (13 км), а річка Ламарі протікає через нього в іншій глибокій ущелині. Потоки, що дренують плато, зрілі на більшій частині своїх течій, але біля його краю вони глибоко врізані й течуть уздовж молодих долин.

### Клімат
Середня кількість опадів становить 1,8 метра на рік. Гірська провінція має теплі дні та прохолодні вечори, більшу частину часу клімат нагадує весну. Денна температура коливається від максимуму 27 до мінімуму 15 градусів, але іноді вночі охолоджується до 10 градусів.

## Населення
В Каінанту розмовляють на мовах Гадсуп, Агарабі та Тайрора.

## Управління

### Правопорядок
У 1965 році повідомлялося, що до 30 папуасів перебували під захистом у Каінанту, оскільки вони побоювалися розплати з боку новогвінейців.
У 1973 році повідомлялося, що поліція заарештувала 23 чоловіків у Кайнанту через те, що жінку ущипнули за сідницю, що призвело до дикої бійки.
До здобуття незалежності кіапи виконували роль як суддів так і присяжних. У гірській місцевості так і залишалося, поки Комітет конституційного планування не захотів, щоб держава реформувала суди, реформувала закони та змінила форму судової системи. Основним недоліком судової системи була відсутність місцевих трибуналів, і елементи Комітету з конституційного планування хотіли включити їх, хоча багато елементів були проти. Невдовзі після самоврядування почалися спроби заповнити цю прогалину. У Каїнанту сільські суди почали діяти самостійно та змусили уряд вжити заходів. Безпосередньою проблемою сільських судів була неможливість зв’язати їх через магістратів з рештою судової системи.

#### Різанина 2011 року
У 2011 році повідомлялося, що 15 чоловіків були зарубані на смерть під час нападу рано вранці, а їхні будинки в сумнозвісному поселенні Banana Block були спалені дотла. Подія спричинила збій у роботі підприємств.

## Економіка
Більшість продукції з високогір'я відправляється на ринок у місто Лае. У 1950-х роках повідомлялося, що до 50 жінок зазвичай відправляли носити продукти на головах з Каінанту в Лае.

### Colbran Coffee Lands
Colbran Coffee Lands — це велика кавова плантація на високогір’ї Каінанту, якою керує родина Колбран з 1962 року. Це одна з найбільших плантацій і фабрик з переробки кави в Папуа-Новій Гвінеї. Вони купують місцеву пергаментну каву у місцевих жителів під час сезону збору врожаю, продукція призначений для внутрішнього та міжнародного використання. Це підприємство забезпечує роботою місцевих мешканців. У 2009 році родина Колбран відкрила початкову школу, в якій навчаються діти приблизно з 12 сусідніх сіл.

### Золота Шахта Каінанту
Алювійне золото було виявлене поблизу Каінанту приблизно в 1930 році Е. Убанком і Н. Роулендсом, які були першими європейцями в цьому районі. Порівняно з Золотими родовищами Вау та Булоло, де щойно було знайдено золото в Еді-Крік, Золоті родовища Кайнанту не були ні багатими, ні великими, і тому ніколи не приваблювали великою кількісті старателів. До Другої світової війни було виявлено найкращі родовища алювіального золота, а кілька знайдених родовищ не виявилися прибутковими. 
Після війни це родовище забезпечувало хороше життя невеликій кількості європейців. Будівництво золотого рудника Каінанту почалося в березні 2004 року, видобуток розпочався в березні 2006 року. У 2004 році землевласники погрожували закрити золотий рудник Каінанту в Highlands Pacific. Золотий рудник Каінанту є підземним рудником, і концентрат транспортується вантажівками до Лае та відправляється до Японії для переробки. 
У січні 2009 року виробництво було зупинено. Шахта була спроектована для видобутку понад 100 000 унцій золота на рік. 
У 2007 році Highlands Pacific Ltd. ухвалила рішення продати рудник Kainantu Gold і ліцензії Placer Dome Oceania, дочірній компанії Barrick Gold Corporation, за 141,5 мільйона доларів США. Потім шахту було продано канадській компанії K92 Mining, яка перезапустила шахту та розширює відомі ресурси (зараз близько 4 мільйонів унцій) і річний видобуток (близько 130 000 унцій). Очікується, що в майбутньому обидві цифри будуть збільшені. Очікується, що до кінця 2022 року видобуток шахти перевищить 300 000 унцій на рік.

### Культурний центр та музей Східного Гайлендсу

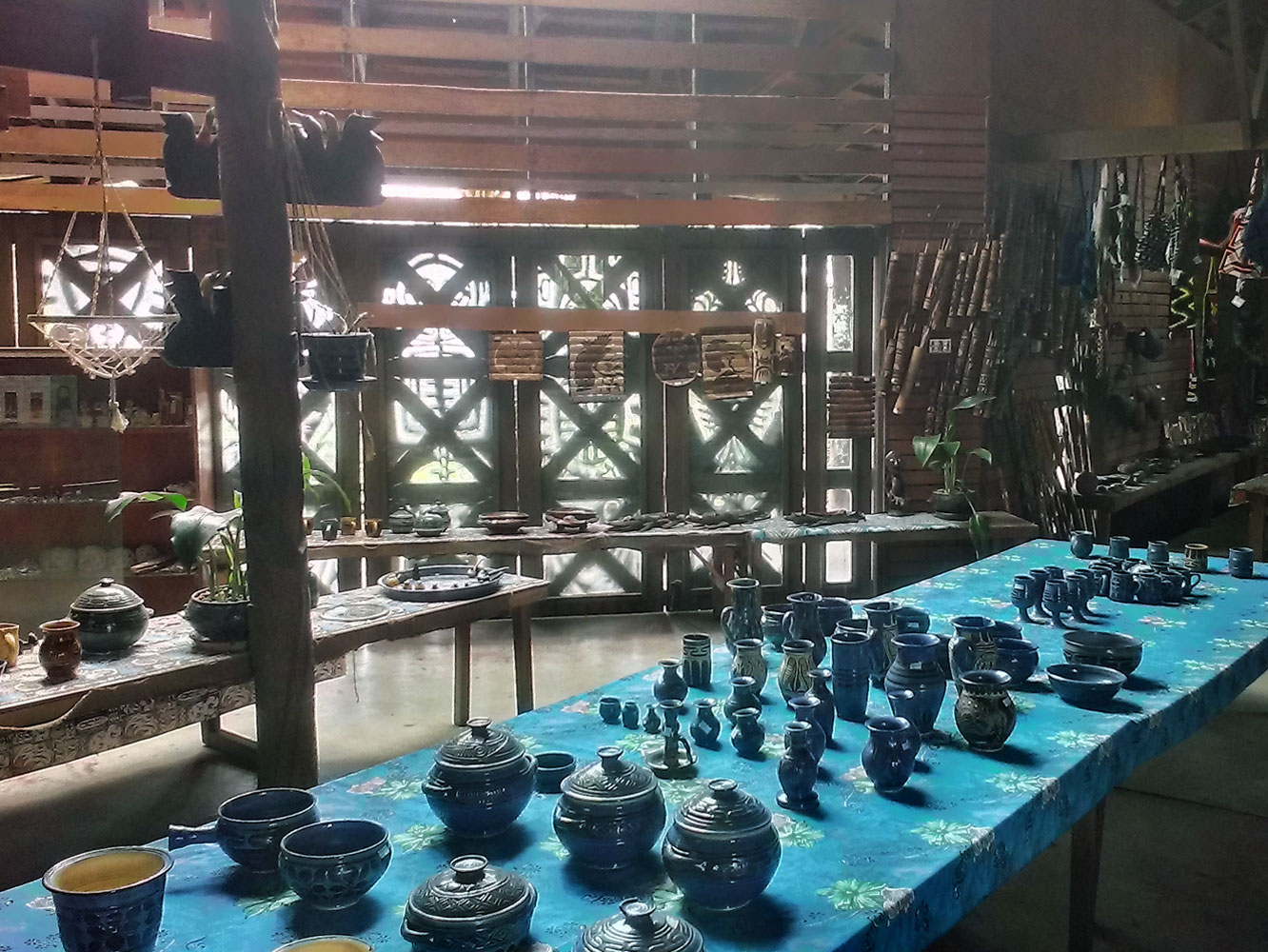
Музей

Головною темою культурного центру є гончарство, і саме за рахунок нього центр став відомим. Глину для горщиків купують у різних місцевостях, і до недавнього часу підготовка глини до використання була трудомістким процесом, використовувалися лише прості гіпсові ложа. У 1994 році центр інвестував у різноманітне нове обладнання, таке як міксер, фільтр-прес і млин, що скоротило час приготування з тижнів до днів.

### Готель

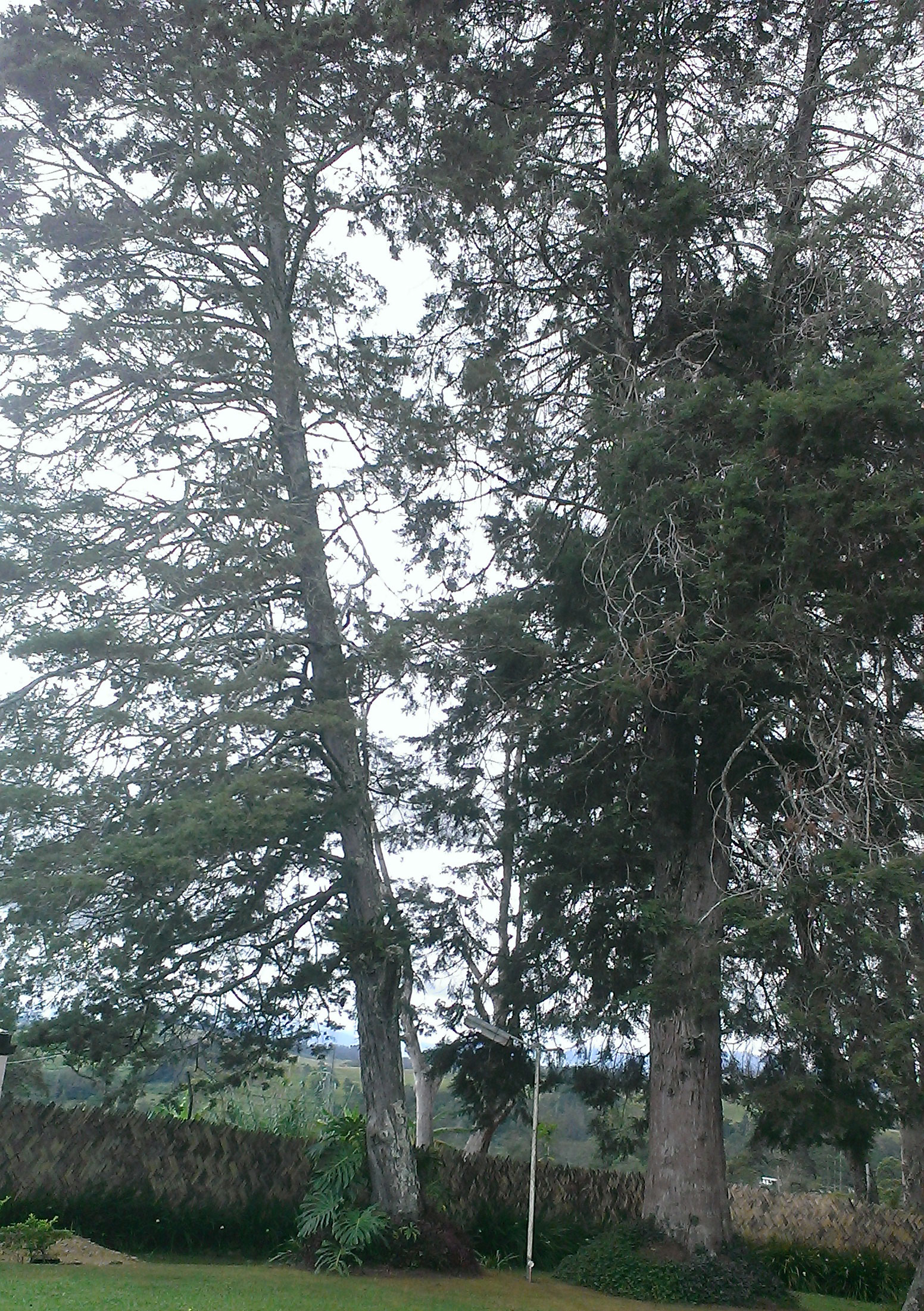
Готель Каінанту

Kainantu Lodge або готель має 22 кімнати, 3 конференц-зали, ресторан, лаунж-бар з каміном, басейн, тенісний корт, безкоштовний трансфер до/з аеропорту Горока. За словами персоналу готелю, сер Баррі Холловей заснував готель, а після його смерті, передав бізнес Komuniti Kaunsil Bisnis для управління та розподілу прибутків від роботи готелю.

## Укарумпа
На місіонерській станції Укарумпа розміщено Літній інститут лінгвістики, метою якого є переклад Біблії на всі численні мови Папуа-Нової Гвінеї. Станція була створена в середині 1950-х років Перекладачами Біблії Вікліфа. Нинішнє населення станції становить приблизно 1000 осіб.

## Галерея готелю Каінанту
|  |  |
|  |  |

|  |  |
|  |  |

|  |  |  |  |
|  |  |  |  |